# La silla de Fernando
La silla de Fernando è un documentario del 2006 diretto da David Trueba e Luis Alegre.